# Pak Thae-song
Pak Thae-song (în coreeană 박태성; n. 14 septembrie 1955, RPDC) este un politician nord-coreean. Este vicepreședinte al Partidului Muncitorilor din Coreea și a fost președintele Adunării Supreme a Poporului între 2019 și 2023. La 29 decembrie 2024, Pak a fost numit prim-ministru al Coreei de Nord, la încheierea reuniunii generale anuale de sfârșit de an a Comitetului Central al Partidului Muncitorilor din Coreea, succedându-l astfel pe Kim Tok-hun.

## Biografie
După ce a fost membru al Comitetului Central al Partidului Muncitorilor din Coreea, Pak Thae-song a devenit membru supleant al Biroului Politic al partidului. În august 2012, a fost numit vicepreședinte al Comitetului Central al Partidului Muncitorilor din Coreea. În mai 2014, a devenit secretar responsabil al comitetului de partid din provincia Pyongan de Sud (Pyongannam-do). Fiind un executiv-cheie în conducerea organizațională a Partidului Muncitorilor din Coreea, este cunoscut ca o figură importantă care influențează în mod real funcționarea Republicii Populare Democrate Coreene. În 2021, a dispărut temporar din aparițiile oficiale din Coreea de Nord, circulând zvonuri despre o posibilă epurare. În ianuarie 2023, a fost confirmată demisia sa din funcția de președinte al Adunării Supreme a Poporului, iar în prezent este membru al Biroului Politic al Partidului Muncitorilor din Coreea și secretar al secretariatului.